# Sophie von Engelbrechten
Sophie von Engelbrechten  geb. Leisewitz, gen. Sonny, (* 23. Mai 1874 (gem. Ahnentafel 22. Mai) in Bremen; † 29. Dezember 1969 in Bremen) war eine deutsche Frauenrechtlerin und organisierte Aufgaben der Wohlfahrt.

## Biografie
Sophie von Engelbrechten war die Tochter von Lambert Leisewitz, Teilhaber einer Tabakfirma und Mitglied der Bremischen Bürgerschaft, und von Helene Rutenberg, Tochter von Lüder Rutenberg, der ein reicher Baumeister, Architekt und Brauereibesitzer war. Sie heiratete 1897 den Leutnant Arnold von Engelbrechten (1870–1953), der beim Hanseatischen Infanterieregiment Nr. 75 diente und 1919/21 als Oberst die Bremer Stadtwehr kommandierte. Das Paar wohnte in der Körnerstraße, dann in der Mathildenstraße in Bremen-Mitte und ab 1922 in Bremen-Oberneuland. Sie hatten vier Kinder.
Als konservative Adlige engagierte sich Engelbrechten im sozialen Bereich. Sie leitete die bremische Sektion des Frauenbundes der Deutschen Kolonialgesellschaft (FDKG) und unterstützte Familien in Deutsch-Ostafrika und Südwestafrika. Sie war lange Vorsitzende des Bremer Zweigs des Vaterländischen Frauenvereins (VFV) von 1866. Da dieser Verein mit dem Zentralkomitee der deutschen Vereine des Roten Kreuzes (ZHRK) verbunden war, saß sie im Ersten Weltkrieg in deren Leitungsgremien und begleitete soziale Aktionen und die Pressearbeit.
Nach 1918 organisierte sie Wohlfahrtsaufgaben im Rahmen ihrer Vereine durch Einrichtungen für Bedürftige wie Kaffeestuben, Wärmehallen, Hilfe-durch-Selbsthilfe-Gruppen und Verkaufsstellen. 1925 gründete sie das Mutterhaus der Elisabethschwestern vom Roten Kreuz und war Vorstandsmitglied der Einrichtung. Bemerkenswert konstruktiv war ihre Zusammenarbeit mit dem fortschrittlichen Frauen-Erwerbs- und Ausbildungsverein (FEAV), der 1867 in der Bremer Frauenbewegung entstanden war. In der NS-Zeit wurde sie im Sommer 1934 zur Vorsitzenden des oldenburgischen Landesfrauen-Vereins des Deutschen Roten Kreuzes und des Vaterländischen Frauenvereins berufen. Der VFV wurde 1937 vollends gleichgeschaltet und aufgelöst. Privat unterstützten die Engelbrechtens weiterhin aktiv und mit materiellem Einsatz die Krankenfürsorge und Hilfe für Lazarette. Nach 1945 lebte das wohlhabende Ehepaar zurückgezogen.